# Nuugaatsiaq
Nuugaatsiaq, Nûgâtsiaq – opuszczona osada na zachodnim wybrzeżu Grenlandii, w dystrykcie Uummannaq, w gminie Avannaata. W miejscowości znajduje się heliport, był on środkiem komunikacji z innymi miejscowościami na Grenlandii.
1 kwietnia 2017 roku liczba mieszkańców wynosiła 104 osoby. 17 czerwca 2017 w osadę uderzyła kilkudziesięciometrowa fala tsunami w wyniku czego zginęły 4 osoby, a 9 zostało rannych. 11 budynków zostało wciągniętych do morza Od tego czasu liczba mieszkańców stopniowo spadała – w lipcu wyniosła 70, w październiku 16. 1 stycznia 2020 w osadzie oficjalnie nikt nie mieszkał.
Populacja osady w latach 1977-2020: